# Alfredo Nóbrega de Oliveira
Alfredo Nóbrega de Oliveira (São Francisco do Sul, 20 de março de 1863 – Joinville, 25 de junho de 1946) foi um político brasileiro.

## Biografia
Filho de José Antônio de Oliveira Filho e de Emília Nóbrega de Oliveira. Casou com Alexina de Sousa Lobo, filha de Pedro José de Sousa Lobo e de Adelaide Caldeira de Andrada Lobo.
Foi deputado à Assembleia Legislativa de Santa Catarina na 7ª legislatura (1910 — 1912) e na 10ª legislatura (1919 — 1921).